# Дьяна Мокану
Дьяна Мокану (19 липня 1984) — румунська плавчиня.
Олімпійська чемпіонка 2000 року.
Чемпіонка світу з водних видів спорту 2001 року.
Призерка Чемпіонату Європи з водних видів спорту 1999, 2000 років.